# 中国共产党第十八届中央纪律检查委员会
- 中国共产党第十八次全国代表大会于2012年11月8日至14日在北京召开。大会选举产生130名中国共产党第十八届中央纪律检查委员会委员。[1]
- 2012年11月15日，中国共产党第十八届中央纪律检查委员会第一次全体会议选举产生第十八届中央纪委书记、副书记、常务委员会委员人选，报中国共产党中央委员会批准[2]
- 2014年1月15日，中国共产党第十八届中央纪律检查委员会第三次全体会议增选杨晓渡为中共中央纪律检查委员会常务委员会委员、副书记。[3]
- 2014年10月25日，中国共产党第十八届中央纪律检查委员会第四次全体会议选举刘金国为中共中央纪律检查委员会常务委员会委员、副书记。[4]
- 2015年1月14日，中国共产党第十八届中央纪律检查委员会第五次全体会议确认中央纪律检查委员会常务委员会之前作出的给予申维辰、梁滨开除党籍处分的决定。[5]
- 2017年1月8日，中国共产党第十八届中央纪律检查委员会第七次全体会议选举李书磊为中共中央纪律检查委员会常务委员会委员、副书记。[6]
- 2017年10月8日，中国共产党第十八届中央纪律检查委员会第八次全体会议审议并通过了第十八届中央纪委向中共十九大的工作报告，同意将报告提交中共十八届七中全会审议。会议确定中央纪律检查委员会常务委员会之前作出的给予李刚留党察看一年处分、给予曲淑辉留党察看二年处分和撤销刘生杰中央纪委委员职务的决定。[7]

## 委员名单
- 中国共产党第十八次全国代表大会选举产生选举产生第十八届中央纪律检查委员会委员130名，现任委员123名，按姓氏笔画为序：[1]
  - 于春生、马勇霞（女，回族）、王伟、王炜、王长河、王东峰、王立英（女）、王仲田、王华庆、王会生、王岐山、王怀臣、王忠民、王和民、王宜林、王森泰、王晓龙、王家胜、王宾宜、王瑞生、丹珠昂奔（藏族）、尹晋华、石生龙（满族）、叶青纯、申维辰、付建华、冯惠敏（女）、宁高宁、弘强（女）、曲青山、曲淑辉（女）、吕建成、任泽民、多杰热旦（藏族）、刘滨、刘长银、刘生杰、刘向松、刘金国、刘建华（女）、刘晓滨、刘赐贵、江必新、安立敏（女）、苏波、杜金才、杜金富、李宁、李刚、李熙、李五四、李书磊、李玉赋、李兆前、李法泉、李建波、李适时、李秋芳（女）、李家祥、杨立顺、杨志今、杨明生、杨晓渡、肖亚庆、吴刚、吴玉良、吴杰明、岑旭、邱学强、何平、余欣荣、辛维光、汪民、宋明昌、宋爱荣（女）、宋璇涛、张力、张军、张勇、张立军、张纪南、张昌平、张晓兰（女）、张晓刚、陈伦、陈大卫、陈文清、陈训秋、陈建民、陈绪国、陈新权、苗华、金书波、周英（女）、周泽民、周福启、郑国光、赵洪祝、胡玉敏（女）、胡问鸣、侯凯、侯长安、侯贺华、俞贵麟、姚增科、袁彦鹏、耿文清、耿燎原、柴绍良、徐敬业、郭永平、郭向远、黄先耀、黄建国（湖南）、黄建国（军队）、黄建盛、黄树贤、黄晓薇（女）、黄殿中、曹培玺、崔少鹏、梁滨、董力、韩亨林、谢杭生、谢国明、强卫东、臧献甫、熊维平、黎晓宏
- 开除党籍：申维辰、梁滨[5]
- 留党察看二年：曲淑辉[7]
- 留党察看一年：李刚[7]
- 撤销党内职务：王仲田[6]
- 党内严重警告：李建波[6]
- 撤销中纪委委员职务：刘生杰[7]

## 常务委员会委员
- 书记：王岐山
- 副书记：赵洪祝、黄树贤、李玉赋、杜金才、吴玉良、张军、陈文清、王伟、杨晓渡（增补）、刘金国（增补）、李书磊（增补）
- 常务委员会委员（按姓氏笔划为序）：王伟、王岐山、刘金国（增补）、刘滨、江必新、杜金才、李玉赋、李书磊（增补）、杨晓渡（增补）、吴玉良、邱学强、张军、张纪南、陈文清、周福启、赵洪祝、侯凯、俞贵麟、姚增科、黄树贤、黄晓薇（女）、崔少鹏